# Massacri del Nono Forte
I massacri del Nono Forte del novembre 1941 furono due uccisioni di massa distinte in cui furono uccisi complessivamente 4934 ebrei tedeschi nel Nono Forte vicino a Kaunas, in Lituania. Queste furono le prime uccisioni di massa sistematiche di ebrei tedeschi durante l'Olocausto. La questione di dove questi omicidi si inseriscano nello sviluppo della Soluzione Finale è oggetto di controversia tra gli storici.

## Contesto storico
Nel settembre 1941, il dittatore tedesco Adolf Hitler decise che i 300 000 ebrei di nazionalità tedesca, austriaca o ceca dovevano essere deportati dalla Germania entro la fine dell'anno. Questi ebrei vennero talvolta chiamati ebrei del Reich. Heinrich Himmler e Reinhard Heydrich furono incaricati di organizzare la deportazione.
Dal 15 ottobre 1941 fino al 21 febbraio 1942, Himmler e Heydrich riuscirono a deportare 58 000 persone dal Reich, per lo più ebrei, con inclusi anche 5 000 zingari. Queste deportazioni furono possibili con l'uso di 59 treni da trasporto, ciascuno dei quali trasportò quasi 1 000 persone. Fu necessaria una notevole quantità di lavoro burocratico per designare quali ebrei fossero stati deportati, per organizzare il loro trasporto e per sequestrare le proprietà che avrebbero potuto lasciare: gli ebrei trasportati dovevano dichiarare i loro beni e abbandonare quasi tutto ciò che avevano di valore.
Mentre i campi di concentramento esistevano già da tempo in Germania, nel settembre 1941 non erano ancora stati costruiti dei campi di sterminio. Le destinazioni di questi treni dovettero invece essere diversi ghetti, detti Ostjuden, in cui i nazisti confinarono gli ebrei dell'Europa orientale.

## Treni verso Kaunas
In origine i ghetti di Riga, Lodz e Minsk dovevano accogliere gli ebrei del Reich. In particolare, fu previsto l'invio di 25 treni a Riga. Ci fu una certa riluttanza da parte del quartier generale del Reichskommissariat Ostland a Riga, guidato da Hinrich Lohse, a dover trovare una sistemazione per i 25 000 ebrei. Questa e altre questioni relative al trattamento degli ebrei nella parte settentrionale del territorio sovietico occupato dai nazisti, fecero sì che Lohse e il suo vice Otto Drechsler fossero coinvolti in una disputa con Franz Walter Stahlecker, il comandante dell'Einsatzgruppe A, che favorì una più rapida e radicale politica di sterminio.
L'8 novembre 1941, Stahlecker informò lo staff di Lohse che cinque dei 25 treni diretti a Riga sarebbero andati invece al ghetto di Kaunas. Stahlecker non specificò quali dei 25 treni sarebbero stati dirottati. Il 20 novembre 1941, Rudolf Lange, un altro comandante dell'Einsatzgruppen, informò l'amministrazione di Lohse che sarebbero stati in realtà i primi cinque treni ad essere dirottati verso Kaunas. In quel momento, alcuni dei treni erano già in viaggio. Erano partiti da Monaco, Berlino, Francoforte, Vienna e Breslavia tra il 13 e il 23 novembre.

## Massacri
Karl Jäger era il capo dell'Einsatzkommando 3, una sottounità dell'Einsatzgruppe A. Sotto il suo comando, l'Einsatzkommando 3 fece scendere tutti dai treni dopo il loro arrivo al Nono Forte, dove, poco dopo l'arrivo, l'Einsatzkommando li uccise tutti. Ci furono due sparatorie separate, il 25 novembre e il 29 novembre. Nella sparatoria del 25 novembre furono uccisi 1 159 uomini, 1 600 donne e 175 bambini (corrispondenti al reinsediamento di Berlino, Monaco e Francoforte). Nella sparatoria del 29 novembre furono uccisi 693 uomini, 1 155 donne e 152 bambini (corrispondenti al reinsediamento di Vienna e Breslavia). Non si sa chi abbia emesso gli ordini per l'omicidio di queste persone.

## Importanza
Nel novembre 1941, il regime nazista aveva ucciso un numero molto elevato di persone in sparatorie di massa: in questa ottica, l'omicidio di 5 000 persone in due giorni, incluso un gran numero di bambini, non sarebbe stato insolito per l'Einsatzgruppen. Tuttavia, fino ai massacri di novembre al Nono Forte, nessun ebreo del Reich era stato ucciso in tali massacri.
Alcuni nazisti disposti ad uccidere gli Ostjuden esitarono quando si trattò degli ebrei del Reich. Wilhelm Kube, uno dei principali funzionari nazisti a Minsk, dichiarò:
Sono certamente pronto ad aiutare a risolvere la questione ebraica, ma gli esseri umani che provengono dalla nostra sfera culturale rappresentano qualcosa che va oltre le orde bestiali autoctone. Bisognerebbe assegnarli ai lituani e ai lettoni, che qui sono persino respinti dalla popolazione locale, con il loro massacro? Non ho potuto farlo.»
Di conseguenza, si ritiene che problemi di questa natura, legati agli omicidi del Nono Forte, insieme ai 1 000 ebrei tedeschi uccisi a Rumbula il 30 novembre, abbiano indotto Himmler a fermare temporaneamente le uccisioni di massa degli ebrei del Reich deportati, fino a quando poterono essere escogitati altri mezzi diversi dalle uccisioni di massa. Nonostante ciò, un numero significativo di ebrei tedeschi (circa 4 300) furono uccisi a Riga nel febbraio e marzo 1942, nei massacri inclusi nell'Aktion Dünamünde.
Alcune importanti questioni relative agli omicidi del Nono Forte di novembre rimangono controverse tra gli storici. In particolare, non si comprende perché Himmler avrebbe dovuto opporsi all'omicidio dei 1 000 ebrei del Reich a Riga il 30 novembre, quando apparentemente non disse nulla a proposito dell'uccisione dei 5 000 ebrei del Reich al Nono Forte il 25 e 29 Novembre.